# Pseudaleyrodes
Pseudaleyrodes is een geslacht van halfvleugeligen (Hemiptera) uit de familie witte vliegen (Aleyrodidae), onderfamilie Aleyrodinae.
De wetenschappelijke naam van dit geslacht is voor het eerst geldig gepubliceerd door Hempel in 1922. De typesoort is Pseudaleyrodes depressus.

## Soort
Pseudaleyrodes omvat de volgende soort:
- Pseudaleyrodes depressus Hempel, 1922